# 니속세틴
니속세틴(Nisoxetine, LY-94939)은 노르에피네프린의 재흡수를 억제하는 약이다. 이성질체와 함께 라세믹 혼합물이다. 최근에는 니속세틴을 사람에게 투여하지 않으나, NRI 원래 우울증 치료제로서 연구와 현재 NRL 선별 기준으로서의 과학 연구에 널리 사용된다.

## 합성
니속세틴은 플루옥세틴, 아토목세틴, 그리고 세프록세틴의 합성 이후, 이들은 모두 화학적으로 관련되어 있다.(듈로세틴과 마찬가지로.)

## 같이 보기
- 아토목세틴
- 플루옥세틴